# I Get Wet
I Get Wet is het debuutalbum van soloartiest en multi-instrumentalist Andrew W.K. en kwam uit in 2001.
De cover van het album, waar Andrew W.K. met een zwaar bebloede neus op staat (albumcover), kreeg kritiek in Europa. De associatie met cocaïne werd gelegd, echter bleek het varkensbloed te zijn, wat Andrew W.K. had gekocht. Hij had echter eerst geprobeerd om zelf een bloedneus te krijgen, maar dit mislukte.

## Het album
Een aantal van de nummers op het album werden grote hits in vooral de Verenigde Staten en in Groot-Brittannië. Het nummer Fun Night werd gebruikt voor de film Old School uit 2003 en het nummer It's time to Party werd gebruikt voor een reclamespot voor Hotwire.com. De nummers op het album zijn harde rocknummers met af en toe wat pianomuziek en vooral veel 'party' en 'fun'. Over feestjes, meisjes, nog meer feestjes en plezier, soms gezien als een wat commercieel heavymetalalbum.

## Nummers
1. It's time to Party
2. Party Hard (single)[2]
3. Girls Own Love
4. Ready to Die
5. Take it Off
6. I love NYC
7. She is Beautiful (single),[2] live soms uitgevoerd met Kelly Osbourne van 2001-2005
8. Party till you Puke
9. Fun Night (filmmuziek)
10. Got to do It
11. I Get Wet
12. Don't stop living in the Red

## Band
- Andrew W.K. - zang, piano
- Jimmy Coup - gitaar
- Erik Payne - gitaar
- Frank Werner - gitaar
- Gregg Roberts - basgitaar
- Donald Tardy - drums

### Overige bandleden
- Tony Allen - gitaar
- Mike David - basgitaar
- Chris Chaney - basgitaar
- Gary Novak - overige drums
- Bret Lee - overige drums
- F.T. Thomas - gitaar
- Phil X. - gitaar
- Frank Vierti - piano, keyboards